# Liste der Biografien/Stem
Liste der Biografien |
Portal Biografien |
Personensuche
# |
A |
B |
C |
D |
E |
F |
G |
H |
I |
J |
K |
L |
M |
N |
O |
P |
Q |
R |
S |
T |
U |
V |
W |
X |
Y |
Z |
?
 
Sa |
Sb |
Sc |
Sd |
Se |
Sf |
Sg |
Sh |
Si |
Sj |
Sk |
Sl |
Sm |
Sn |
So |
Sp |
Sq |
Sr |
Ss |
St |
Su |
Sv |
Sw |
Sy |
Sz
 
Sta |
Ste |
Sth |
Sti |
Stj |
Stl |
Sto |
Str |
Sts |
Stt |
Stu |
Stv |
Stw |
Sty
 
Stea |
Steb |
Stec |
Sted |
Stee |
Stef |
Steg |
Steh |
Stei |
Stej |
Stek |
Stel |
Stem |
Sten |
Steo |
Step |
Ster |
Stes |
Stet |
Steu |
Stev |
Stew |
Stey |
Stez
Die Liste der Biografien führt alle Personen auf, die in der deutschsprachigen Wikipedia einen Artikel haben. Dieses ist eine Teilliste mit 101 Einträgen von Personen, deren Namen mit den Buchstaben „Stem“ beginnt.

## Stem

### Stema
- Stemann, Christian Ludwig Ernst von (1802–1876), deutsch-dänischer Jurist und Historiker
- Stemann, Christian von (1816–1882), deutsch-dänischer Jurist und Diplomat
- Stemann, Hans-Georg (1916–2011), deutscher Arzt und Sanitätsoffizier der Marine
- Stemann, Justus Valentin (1629–1689), deutscher evangelischer Theologe
- Stemann, Nicolas (* 1968), deutscher Regisseur
- Stemann, Philip (* 1976), deutscher Theaterregisseur

### Stemb
- Stember, Rudolf (* 1969), deutscher Komponist und Tontechniker
- Stemberg, Sascha (* 1979), deutscher Koch
- Stemberg, Walter (* 1951), deutscher Koch, Gastronom und Buchautor
- Stemberger, Elisabeth (* 1928), österreichische Theater-, Film- und Fernsehschauspielerin
- Stemberger, Gerhard (* 1947), österreichischer Soziologe und Psychotherapeut (Gestalttheoretische Psychotherapie)
- Stemberger, Günter (* 1940), österreichischer Judaist
- Stemberger, Josef (1890–1947), österreichischer Politiker (ÖVP), Abgeordneter zum Nationalrat
- Stemberger, Julia (* 1965), österreichische Schauspielerin
- Stemberger, Katharina (* 1968), österreichische SchauspielerinKatharina Stemberger (* 1968)

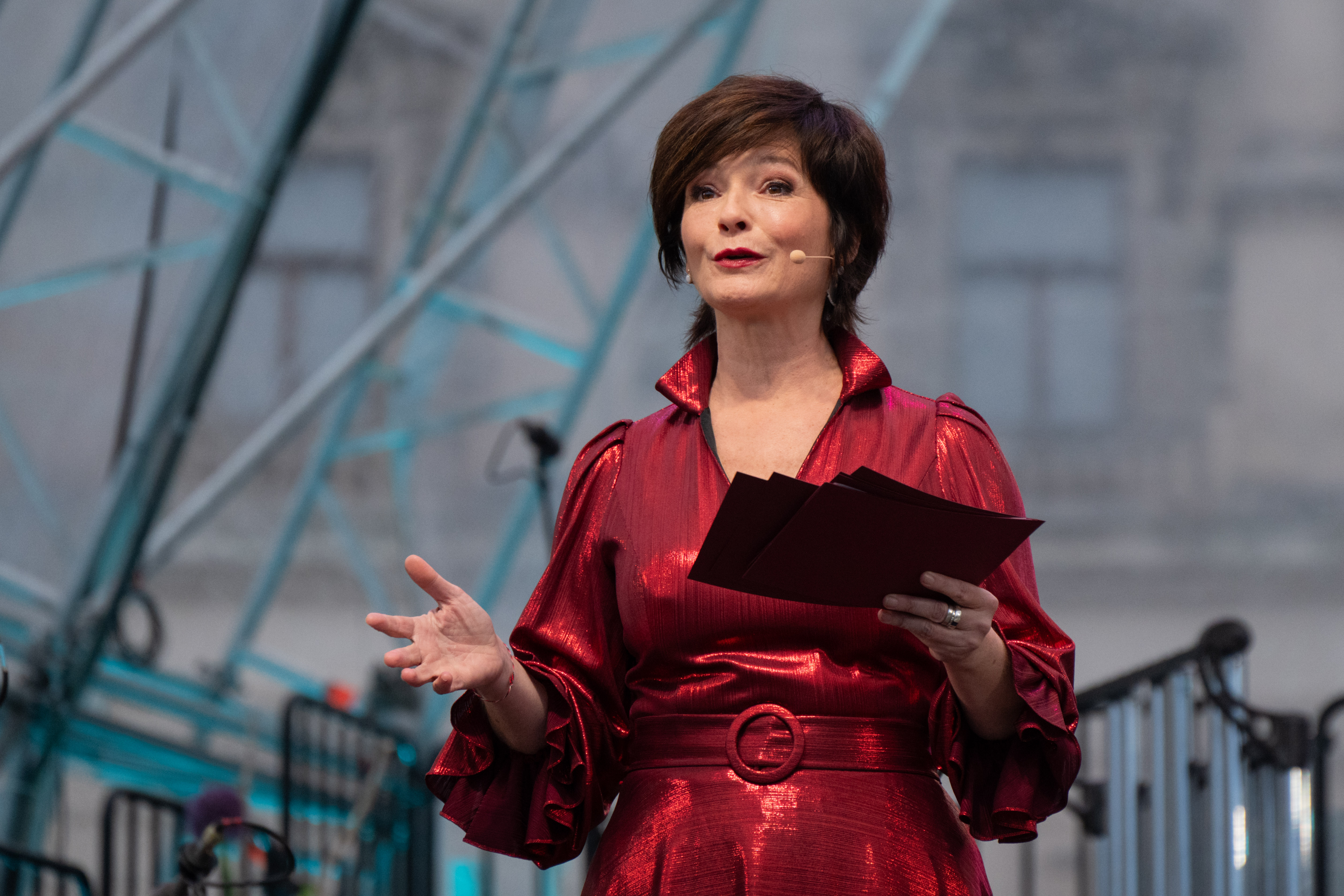
Katharina Stemberger (* 1968)

- Stemberger, Rudolf (1901–1964), österreichischer Hochschullehrer, Ordinarius an der Universität Innsbruck
- Stembridge, Gerard (* 1958), irischer Schauspieler, Drehbuchautor und Regisseur

### Steme
- Stemer, Siegmund (* 1951), österreichischer Politiker (ÖVP), Landtagsabgeordneter
- Stemerdink, Bram (* 1936), niederländischer Jurist und Politiker (PvdA)
- Stemeseder, Elias (* 1990), österreichischer Jazzmusiker

### Stemk
- Stemkowski, Pete (* 1943), kanadischer Eishockeyspieler

### Steml
- Stemland, Kristin Mürer (* 1981), norwegische Skilangläuferin
- Stemler, Johann Christian (1701–1773), deutscher evangelischer Theologe
- Stemler, Johann Gottlieb (1788–1856), deutscher Arzt und Politiker
- Stemler, Markus (* 1979), deutscher Toningenieur

### Stemm
- Stemm, Antje von (* 1970), deutsche Kinderbuchillustratorin und „Papier-Ingenieurin“
- Stemmann, Hjalmar (* 1963), deutscher Politiker (CDU), MdHB
- Stemmann, Jennifer (* 1981), deutsche Berufsbildungsingenieurin und Technikdidaktikerin
- Stemme, Fritz (1924–2016), deutscher Psychologe und Hochschullehrer
- Stemme, Nina (* 1963), schwedische Opernsängerin im Stimmfach Dramatischer SopranNina Stemme (* 1963)

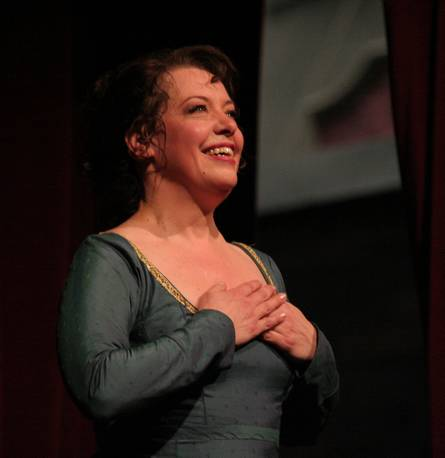
Nina Stemme (* 1963)

- Stemme, Reiner (* 1939), deutscher Physiker, Unternehmer und Flugzeugbauer
- Stemmer, Alfons (1933–1985), deutscher Fußballspieler
- Stemmer, Christian (* 1967), deutscher Ingenieur
- Stemmer, David (* 1997), österreichischer Fußballspieler
- Stemmer, Heinz (1921–2001), deutscher Fußballspieler
- Stemmer, Johann Georg (1764–1825), preußischer Landrat des Kreises Essen
- Stemmer, Jürgen (* 1962), deutscher Fußballspieler
- Stemmer, Klaus (* 1942), deutscher Klassischer Archäologe
- Stemmer, Ludwig (1828–1908), deutscher Arzt und Priester
- Stemmer, Peter (* 1954), deutscher Philosoph, Professor für Philosophie und Hermeneutik
- Stemmer, Renate (* 1959), deutsche Pflege- und Sozialwissenschaftlerin
- Stemmer, Robert (1925–2000), französischer Mediziner, Angiologe und Phlebologe
- Stemmer, Stefanie (* 1981), deutsche Skirennläuferin
- Stemmer, Wilhelm (1909–1984), österreichischer Politiker (SDAP/SPÖ) und Lehrer
- Stemmer, Willem († 2013), niederländischer Molekularbiologe
- Stemmermann, Anna (1874–1926), deutsche Pädagogin und Medizinerin
- Stemmermann, Wilhelm (1888–1944), deutscher Offizier, zuletzt General der Artillerie
- Stemmle, Brian (* 1966), kanadischer Skirennläufer
- Stemmle, Karen (* 1964), kanadische Skirennläuferin
- Stemmle, Robert Adolf (1903–1974), deutscher Autor, Regisseur und Filmproduzent
- Stemmler, Antonie (1892–1976), deutsche Lehrerin, Redakteurin, Kämpferin gegen den Nationalsozialismus, MdV
- Stemmler, Carl (1882–1971), Schweizer Kürschner und Naturschützer
- Stemmler, Carl (1904–1987), Schweizer Zoologe, Autor und Politiker
- Stemmler, Dierk (* 1935), deutscher Kunsthistoriker und Museumskurator
- Stemmler, Ferdinand (1868–1939), deutscher Arzt und Politiker (Zentrum), MdL
- Stemmler, Gerhard (* 1949), deutscher Psychologe
- Stemmler, Gunter (* 1960), deutscher Historiker und Leitender Magistratsdirektor
- Stemmler, Jürgen (1946–1998), deutscher Hockeyspieler und Trainer
- Stemmler, Klaus, deutscher Grafiker, Fotograf und Verleger
- Stemmler, Lydia (* 2001), deutsche Volleyballspielerin
- Stemmler, Roland (* 1947), deutscher Fußballspieler
- Stemmler, Theo (* 1936), deutscher Anglist und Hochschullehrer

### Stemo
- Stemolak, Karl (1875–1954), österreichischer Bildhauer

### Stemp
- Stempel, Bernd (* 1954), deutscher Schauspieler
- Stempel, Christian Friedrich (1787–1867), niedersorbischer Pfarrer und Dichter
- Stempel, David (1869–1927), deutscher Schriftgießer und Unternehmer
- Stempel, Gideon von (1791–1859), deutsch-baltischer Jurist und Landesbeamter
- Stempel, Günter (1908–1981), deutscher Politiker (LDPD), MdV, Opfer der Diktatur in der DDR
- Stempel, Gustav (1838–1915), deutscher Marineoffizier, zuletzt Konteradmiral der Kaiserlichen Marine
- Stempel, Hans (1894–1970), deutscher evangelischer Theologe
- Stempel, Jörg (* 1947), deutscher Musikmanager
- Stempel, Karin (* 1952), deutsche Kunsthistorikerin und Ausstellungskuratorin
- Stempel, Karl Günther (1917–2012), deutscher Jurist und Autor
- Stempel, Kurt von (1882–1945), deutscher Verwaltungsjurist
- Stempel, Ludwig von (1850–1917), deutscher Architekt des Historismus und bayerischer Baubeamter
- Stempel, Nikolai von (1861–1947), russischer Generalleutnant
- Stempel, Paweł (* 1987), polnischer Leichtathlet
- Stempel, Robert C. (1933–2011), US-amerikanischer Industriemanager
- Stempel, Rudolf (1879–1936), deutscher Pfarrer, Mitarbeiter Innere Mission, Lehrer, Märtyrer der Evangelischen Kirche
- Stempel, Wolf-Dieter (* 1929), deutscher Romanist und Sprachwissenschaftler
- Stempel-Lebert, Margot (1922–2009), deutsche Bildhauerin
- Stempell, Kurt (1938–2020), deutscher Politiker (DDR-CDU, CDU), MdV, MdL
- Stempels, Noud (1882–1970), niederländischer Fußballspieler
- Stemper, Kaspar, Jurist, Advokat am Reichskammergericht, Ratskonsulent und Syndikus der Stadt Regensburg und pfalz-neuburgischer Rat
- Stemper, Theodor (* 1955), deutscher Sportwissenschaftler und Hochschullehrer
- Stempert, Raymond (1911–1973), französischer Autorennfahrer
- Stempfel, André (* 1930), französisch-schweizerischer Maler, Zeichner und Plastik
- Stempfer, Georg (1887–1936), österreichischer Politiker (CSP), Abgeordneter zum Nationalrat
- Stempffer, Henri (1894–1978), französischer Entomologe
- Stempfl, Sebastian († 1418), Bischof von Brixen
- Stempfle, Bernhard (1882–1934), deutscher Ordensmann, Theologe und PublizistBernhard Stempfle (1882–1934)

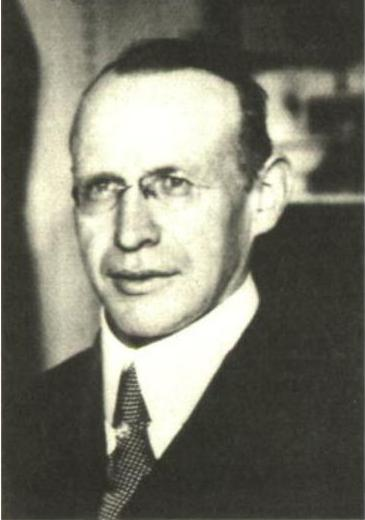
Bernhard Stempfle (1882–1934)

- Stempfle, Karl-Heinz (* 1956), deutscher Fußballspieler
- Stempher, Danny (* 1995), niederländischer Eishockeyspieler
- Stempin, Arkadiusz (* 1964), polnischer Neuzeithistoriker, Hochschullehrer und Sachbuchautor
- Stempka, Roman (1909–1990), deutscher Pressefotograf
- Stemplewski, Jochen (* 1949), deutscher Jurist
- Stemplinger, Eduard (1870–1964), deutscher Gymnasiallehrer und Schriftsteller
- Stempniak, Lee (* 1983), US-amerikanischer Eishockeyspieler
- Stempnierwsky, Dieter, deutscher Filmproduzent, Produktionsleiter und Filmschaffender
- Stempowski, Jerzy (1893–1969), polnischer Literaturkritiker, Essayist

### Stemr
- Stemrich, Wilhelm (1852–1911), deutscher Jurist, Diplomat und Gesandter